# Езержа (герб)
Езержа (пол. Jezierza) — польский дворянский герб.

## Описание
В красном поле золотой кавалерский крест, на котором восседает чёрная птица с золотым кольцом в клюве.
Щит увенчан дворянскими шлемом и короною. Нашлемник: три страусовых пера. Намет красный, подложен серебром.
В Гербовнике Несецкого об истории герба говорится:

Тот герб с собой до Польши принёс Вилибальдус Франкус, архибискуп Гнезненский, который вступил на ту кафедру в 966 году, сидел на ней лет 4-е, и умер в 970 году, а его потомки приняли герб Корвин.
Оригинальный текст (пол.) 
«Ten herb miał z sobą do Polski przynieść Willibaldus Francuz, arcybiskup pierwszy Gnieźnieński, ten wstąpił na tę katedrę w roku 966. siedząc na niej lat cztery, żyć przestał w roku 970.»
— Herbarz Polski Kaspra Niesieckiego. Tom IV Lipsk, 1839, strony 493

## Герб используют
39 родов
Bietkowski, Bogusławski, Całka, Czarny, Ćwikłowski, Drozdowski, Drzymalski, Galczewski, Gałczewski, Gronostaj, Gronostajski, Gutowski, Jezierski, Jezierza, Jezierzański, Jezierzyński, Kosielski, Łojewski, Niemierza, Niemierzycki, Невмержицкие (Niewmierzycki), Rdułtowski, Sczyciński, Szamanowski, Szczyciński, Szteyner, Szymakowski, Szymanowski, Tołpych, Tołpyha, Tołpyżyński, Trasiński, Witkowski, Zawadzki, Zieleźnicki, Żelazko, Żelazny, Żelazo, Żelazowsk